# Forsön

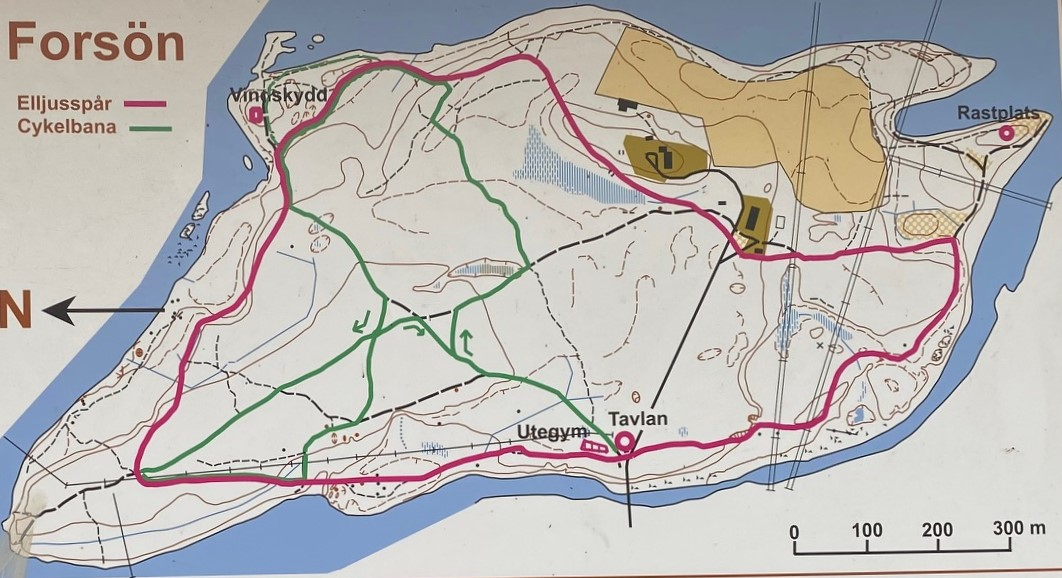
Informationskarta Forsön.

Forsön är en ö belägen i älven Ljusnan mitt för Arbrå samhälle.

## Tidig historik
På 1800-talet fanns på ön en bondgård och stora delar av ön var brukade som jordbruksmark. I slutet av 1800-talet fanns även en mindre villa, bostad åt förvaltare Tollin.

## Adolf Ungers Industriaktiebolag
År 1893 inköptes Forsön med åtskilliga vattenfallsandelar av Adolf Ungers Industriaktiebolag. År 1900 revs den mindre villan och en ny större villa uppfördes som bostad åt brukspatron Bernt Unger. Byggmästaren hette Borg. Bernt Unger med fru Louise och fem barn bodde i villan, som kallades för Solgården. Den äldsta dottern Lilian skrev berättelser om de soliga sommardagarna på ön, som utgavs i bokform under namnet ”Barnen på Solgården”.År 1906 inköptes en bil av märket Winton. Det var Arbrås första bil. Gustav Sandgren, som var anställd av brukspatron Unger fick förtroendet att köra den. Först fick dock Sandgren genomgå en bekostad kurs. Den var välbehövlig ty det gällde att icke blott köra bilen utan även lappa ihop den då och då. Bilen var nämligen icke ny utan väl använd.

## AB Arbrå Kraftverk
Efter familjen Ungers flytt var villan under en tid bostad åt kronprinsens adjutant Åsbrink, senare kontrakterad egendom för Södra Norrlands Ansgariiförbund samt år 1944 – 45 förläggningsplats för finska krigsbarn. Arbrå Kraftverk (sedermera Hälsingekraft och Fortum), var då ägare av ön. Under 1947 revs den gamla villan och en ny modern villa uppfördes som bostad till Arbrå Kraftverks platschef. Den första som flyttade in var ingenjör Sune Rönning med familj. Från mitten av 60-talet bodde dåvarande VD Allan Wrebo där med sin familj.

## Bollnäs Kommun
År 2010 köpte Bollnäs kommun större delen av Forsön av Fortum, i avsikt att säkerställa platsen som friluftsområde för kommunens innevånare. Villan däremot är fortfarande privatägd. Idag är ön en uppskattad friluftsplats med en ca 3 km lång elbelyst bana för promenader på sommarhalvåret och med preparerade skidspår vintertid. Vid startplatsen finns dessutom träningsredskap för utomhusträning.

## Bilder

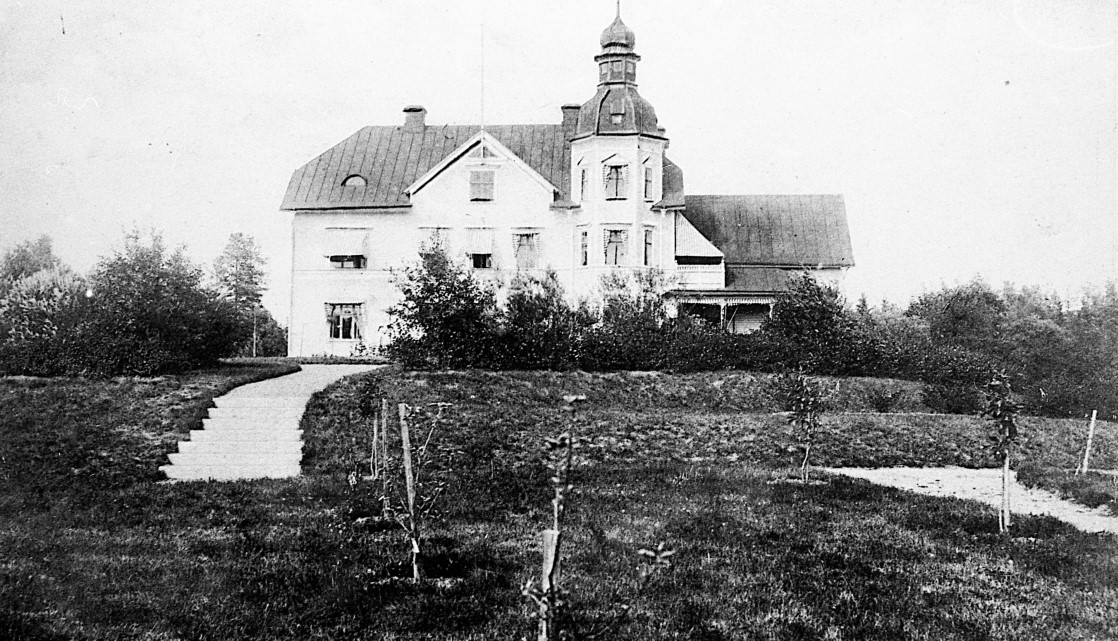
Försövillan, byggd år 1900.
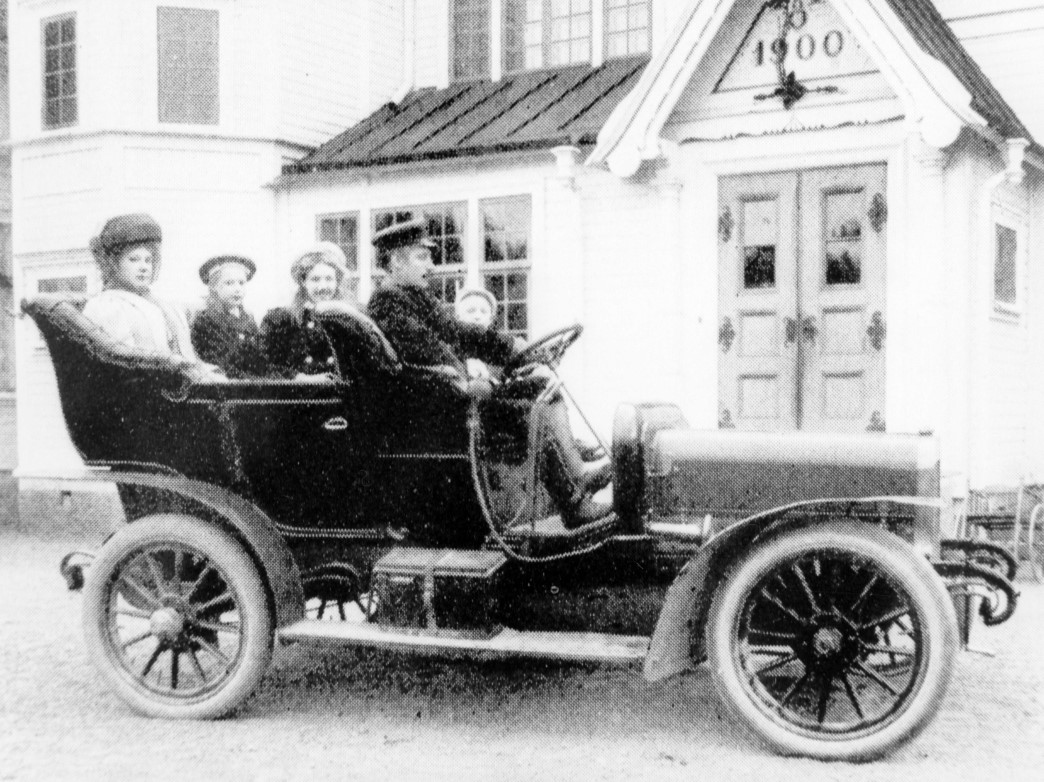
Fru Louise Unger med döttrarna omkring 1906.
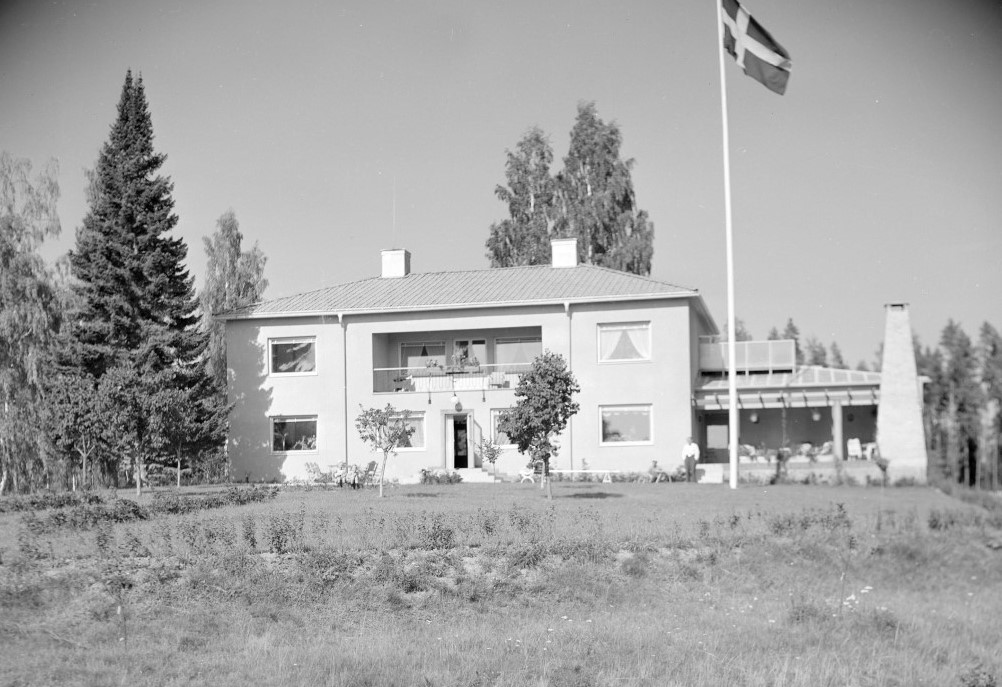
Nya Forsövillan, byggd 1947.